# الواقعة (الشرية)

تعديل مصدري - تعديل

الواقعة هي إحدى قرى عزلة آل غنيم بمديرية الشرية التابعة لمحافظة البيضاء، بلغ تعداد سكانها 894 نسمة حسب تعداد اليمن لعام 2004.